# Roscoe Arbuckle
Roscoe Conkling Arbuckle (Smith Center, 24 maart 1887 – New York, 29 juni 1933), in filmtitels vaak aangeduid als Fatty Arbuckle of kortweg Fatty, was een Amerikaans acteur, komiek, regisseur en scenarist. Hij werkte samen met sterren als Mabel Normand en Harold Lloyd, was de ontdekker van Bob Hope en bezorgde Buster Keaton zijn eerste filmrol. Arbuckle behoorde in de jaren 10 van de twintigste eeuw tot de populairste komieken in de wereld van de stomme film. 

## Vroege jaren
Arbuckle werd geboren in een gezin van negen kinderen. Hij was een uitzonderlijk zware baby: bij zijn geboorte woog hij bijna 6 kg. Hij had een mooie zangstem en was bijzonder acrobatisch voor iemand van zijn omvang. Op zijn achtste begon hij, na aanmoediging van zijn moeder, met optreden in theaters. Als tiener nam hij deel aan een amateurtalentenshow, waarbij het publiek als jury diende: als dat begon te jouwen, werd de artiest van het podium getrokken met een kromstaf. Arbuckle zong, danste en haalde wat grappen uit, maar wist de toeschouwers niet te bekoren. Toen hij de kromstaf op zich af zag komen, duikelde hij gauw de orkestbak in om deze te ontwijken. Het publiek vond het prachtig en Arbuckle won de wedstrijd, wat het begin markeerde van zijn loopbaan in de vaudeville.

## Film

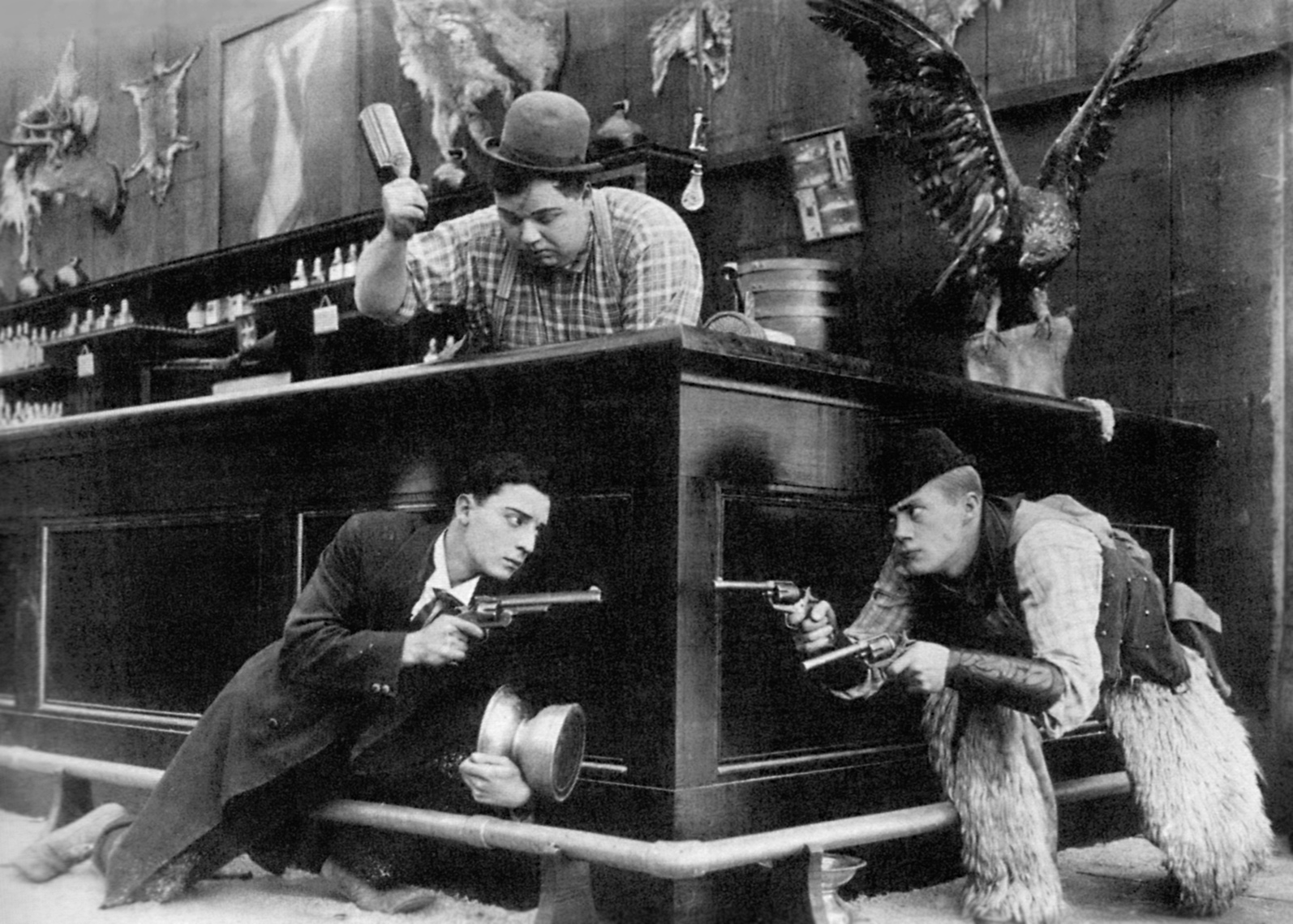
Arbuckle (boven) met zijn neef Al St. John (rechts) en Buster Keaton in de door Arbuckle geregisseerde stomme film Out West (1918).

Op 6 augustus 1908 trouwde hij met actrice Minta Durfee, met wie hij later ook in enkele films speelde. Arbuckles debuut op het witte doek was in de film Ben's Kid van de Selig Polyscope Company uit 1909. Vanaf 1913 was hij geregeld te zien als een van de Keystone Kops in films van regisseur Mack Sennett, volgens wie Arbuckle zo lichtjes als Fred Astaire een trap opliep en pardoes een achterwaartse koprol kon maken als ware hij een jonge acrobaat.
In 1914 had Paramount Pictures 1000 dollar per dag plus 25% van de winst en volledige artistieke zeggenschap over voor het maken van films met Roscoe Arbuckle en Mabel Normand, een destijds ongekend bod. Samen met Joseph Schenck richtte hij een eigen filmbedrijf op genaamd Comique. In 1918 ging Arbuckle in op een aanbod van Paramount, dat hem een driejarig contract bood van in totaal drie miljoen dollar. Hij droeg zijn meerderheidsbelang in Comique over aan Buster Keaton.

## Rechtszaken
Op 5 september 1921 organiseerde Arbuckle samen met twee vrienden een feest in een hotel in San Francisco. Actrice Virginia Rappe werd daar ernstig ziek, hetgeen volgens de hoteldokter vooral te wijten was aan overmatig drankgebruik. Ze kreeg morfine toegediend ter kalmering. Rappe had eigenlijk al een zeer zwakke gezondheid: ze leed aan een chronische blaasontsteking, die in combinatie met haar drankmisbruik hevige pijnen veroorzaakte. Twee dagen na het voorval moest ze worden opgenomen in het ziekenhuis, waar een vriendin van haar, genaamd Bambina Maude Delmont, beweerde dat Rappe zou zijn verkracht door Roscoe Arbuckle. Bij een medisch onderzoek kon hiervoor echter geen bewijs worden gevonden. Rappe overleed na één dag in het ziekenhuis aan buikvliesontsteking, veroorzaakt door een gescheurde blaas.
Delmont stapte naar de politie, die de conclusie trok dat Rappes blaas gescheurd moest zijn doordat deze niet bestand was tegen Arbuckles lichaamsgewicht. Ook zou Arbuckle haar onteerd hebben met gebruikmaking van een stuk ijs. Ooggetuigen verklaarden nochtans dat hij ijs had gebruikt in een poging om Rappes pijn te verlichten. Arbuckle werd aangehouden. De zaak werd breed uitgemeten in de media en groeperingen die zich bezighielden met zedelijkheid eisten de doodstraf. Arbuckle zelf ontkende alle aantijgingen. Studiobazen verboden zijn collega's om hem openlijk te steunen. Buster Keaton liet niettemin publiekelijk weten achter Arbuckle te staan.
Delmont bleek meermaals in contact te zijn gekomen met justitie, onder andere voor chantage en fraude. Daarnaast had de verdediging een door Delmont geschreven brief in handen, waaruit bleek dat ze Arbuckle wilde afpersen. Volgens de rechter was er geen bewijs voor verkrachting. Maar naar aanleiding van de verklaring van een van de aanwezigen op het feest, dat Virginia Rappe gezegd zou hebben dat Arbuckle haar pijn had gedaan, werd de aanklacht gewijzigd in doodslag.
Uiteindelijk werd Arbuckle, na drie rechtszaken, vrijgesproken. Door alle negatieve publiciteit kwam hij in Hollywood niet meer aan de bak. Uiteindelijk kon hij toch een aantal films regisseren onder de schuilnaam "William Goodrich".

## Overlijden
Begin jaren 30 speelde Arbuckle onder zijn echte naam in zes korte films van Warner Bros., naast onder anderen zijn neef (oomzegger) Al St. John. Op 29 juni 1933, een dag na zijn laatste opnamedag voor deze films, werd Arbuckle door Warner Bros. gecontracteerd voor een avondvullende film. Hij stierf echter enkele uren later in zijn slaap als gevolg van een hartinfarct. Roscoe Arbuckle werd 46 jaar.